# Fijnaart

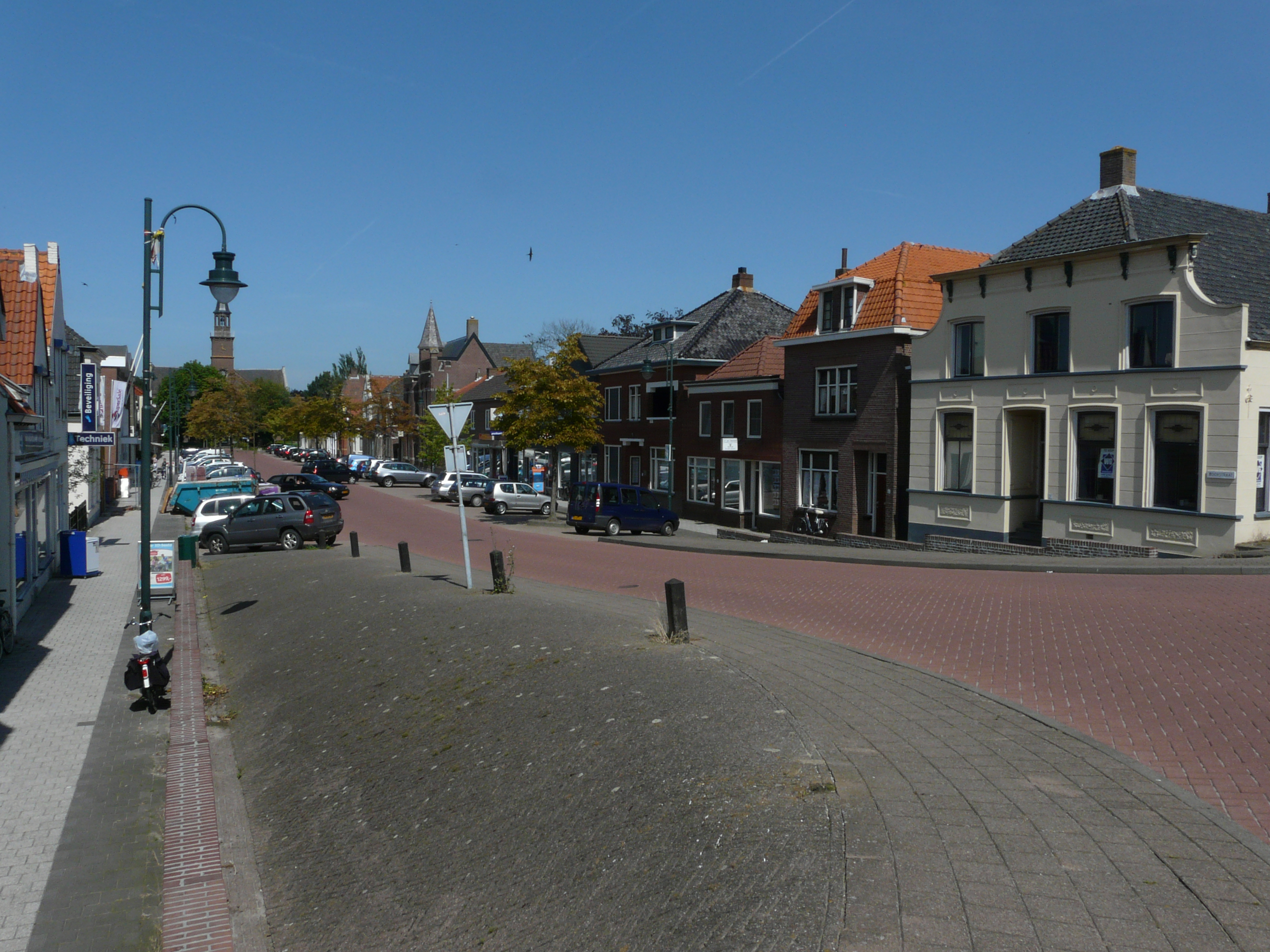
Voorstraat

Fijnaart ist ein Dorf in der Gemeinde Moerdijk, Niederlande.
Es zählte zunächst zur ehemaligen Gemeinde Fijnaart en Heijningen und kam dann zur ehemaligen Gemeinde Zevenbergen, die anschließend in Moerdijk umbenannt wurde.
Zu den Sehenswürdigkeiten zählt das Museum en galerie Van Lien.

## Persönlichkeiten
- Piet van Est (1934–1991), Radrennfahrer